# マールハネツィ
マールハネツィ（ウクライナ語: Марганець）はウクライナのドニプロペトローウシク州マールハネツィ地区にある都市。ドニプロ川の河岸に位置する。都市の高さは海抜30 mである。面積は37 km²。人口は44,980人 (2022年1月1日)。
マールハネツィは1938年に創建された。1938年に市制施行された。
市内ではマールハネツィ駅がある。首都キエフまでの直線距離は428 km、鉄道で566 km、車道で525 kmとなっている。州庁所在地までの直線距離は92 km、車道で114 kmとなっている。マールハネツィの日は、9月の第二の日曜日となっている。